# Scenic Skyway

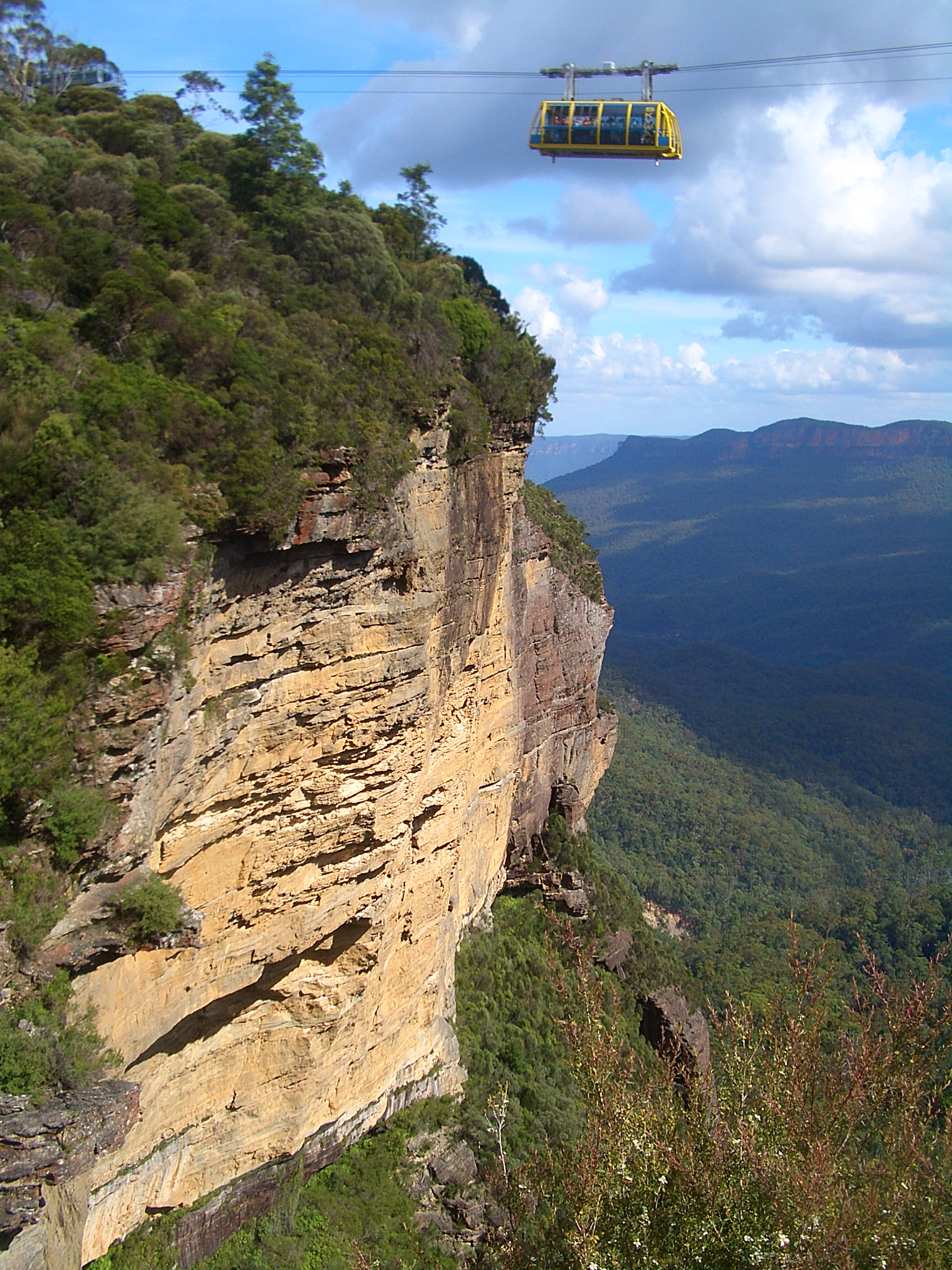
Scenic Skyway kurz nach dem Verlassen des Hauptgebäudes

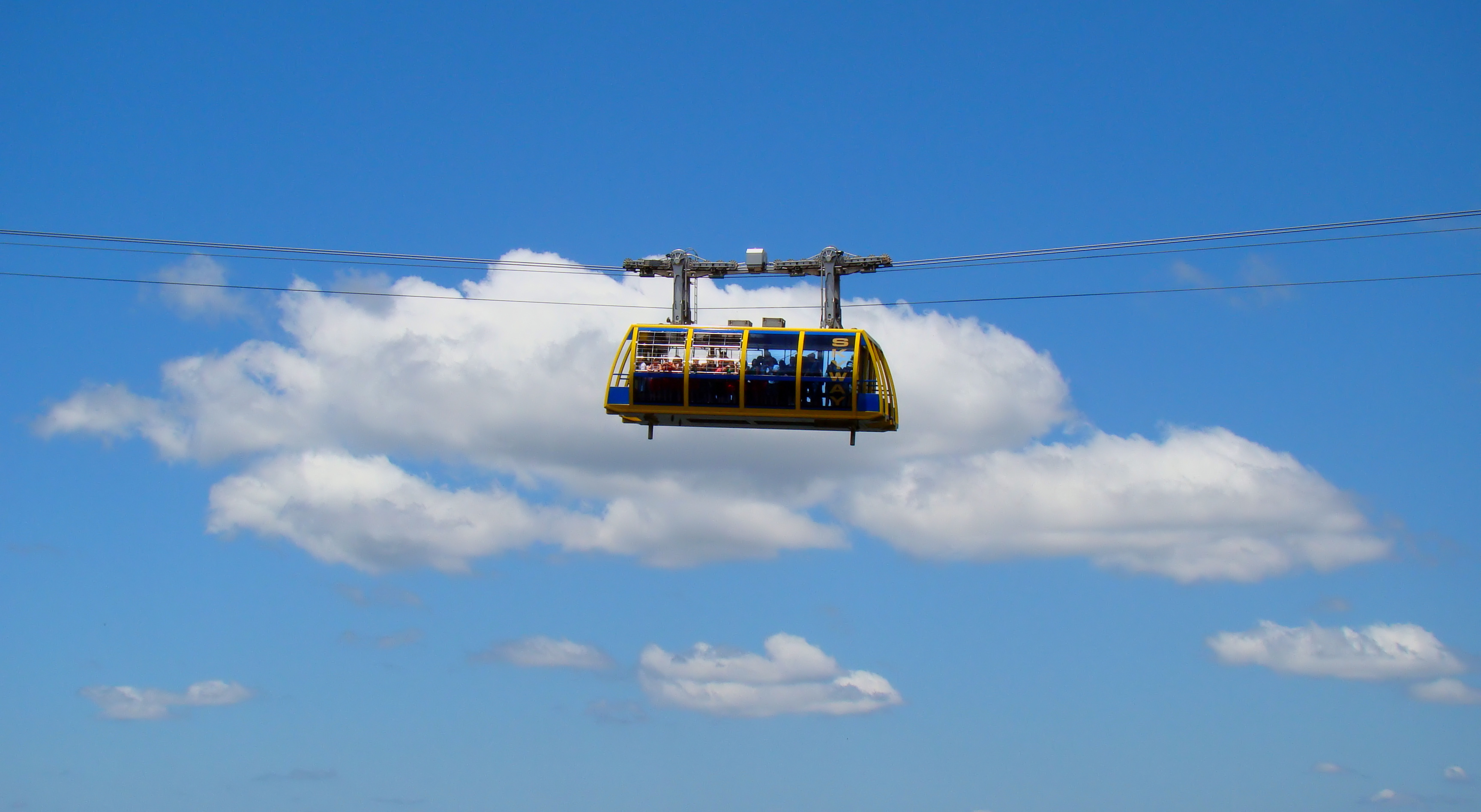
Scenic Skyway

Die Scenic Skyway ist eine Luftseilbahn des privat betriebenen Touristenkomplexes Scenic World in den Blue Mountains südwestlich von Katoomba, New South Wales, Australien. Sie hat eine Kabine für 84 Personen, die vom Hauptgebäude der Scenic World in etwa 270 m Höhe horizontal über eine Schlucht des Jamison Valley hin- und herfährt und dabei einen Blick auf die nahen Katoomba Fälle und das Jamison Valley mit dem Orphan Rock, den Felswänden unter dem Echo Point und den Three Sisters bietet.

## Beschreibung
Die einspurige Pendelbahn beginnt im 957 m ü. d. M. gelegenen Hauptgebäude und endet in der 330 m entfernten und 944 m ü. d. M. gelegenen Station auf der anderen Seite der Schlucht.
Die fast 10 m lange und 4,20 m breite Kabine ist für 140 Passagiere berechnet, wird aber nur mit maximal 84 Passagieren betrieben. Der Ein- und Ausstieg befindet sich an den schmalen Enden, mit denen die Kabine an den Stationen andockt. Ihre Seitenwände sind bis auf den Fußboden verglast, zwei Fenster sind bewusst nur mit einem großen Gitter versehen. In der Mitte der Kabine befindet sich ein etwas erhöhter, langer und begehbarer Fußboden mit 16 Modulen aus Flüssigkristallen, der bei der Einfahrt in die Station matt ist, während der Fahrt aber durchsichtig wird, um den Blick in die Tiefe der Schlucht zu ermöglichen.
Die Kabine hat zwei Gehänge mit langen Rollenbatterien, die die Kabine ruhig halten, auch wenn die Passagiere hin- und herlaufen. Die zwei Tragseile mit 42 mm Durchmesser sind an beiden Enden fest verankert. Das 25 mm starke Zugseil ist mit einem Strang an den Laufwerken befestigt, während der gegenläufige andere Strang auf halber Höhe durch die beiden Gehänge geführt wird. Diese Konfiguration soll die Stabilität der Kabine erhöhen. Der Antrieb befindet sich nicht direkt in der Hauptstation, sondern auf der anderen Straßenseite etwa 50 m hinter ihr. Die Tragseile und das Zugseil werden frei sichtbar über die Straße hinweg zu dem Maschinengebäude geführt, über dessen Dach sich zwei Umlenkrollen drehen. Die Spanngewichte für das Zugseil befinden sich in der gegenüberliegenden Station.
Die Seilbahn hat eine maximale Geschwindigkeit von 5 m/s, wird aber nur mit 2 m/s (7,2 km/h) betrieben, so dass eine einfache Fahrt ca. 3 Minuten dauert.
Die Seilbahn wurde 2005 von Doppelmayr/Garaventa als Ersatz für eine ältere Anlage gebaut, die Kabine wurde von CWA geliefert.
Das Hauptgebäude der Scenic World ist außerdem Ausgangspunkt der Scenic Railway, einer auf das ehemalige Kohlenbergwerk zurückgehenden Standseilbahn, und der Scenic Cableway (anfänglich Sceniscender genannt), einer steil ins Jamison Valley hinabführenden einspurigen Pendelbahn mit einer breiten Kabine mit abgetrepptem Boden für bessere Sicht.

## Geschichte
Die Seilbahn geht auf Mr. Hammon zurück, der zunächst die alte Standseilbahn für touristische Zwecke wieder in Betrieb nahm und einige Jahre darauf eine Seilbahn von örtlichen Handwerkern bauen ließ, die 1958 in Betrieb ging. Ihre mit Sperrholz verkleidete, rosa angestrichene Kabine für 30 Personen hatte ebenfalls schon zwei Gehänge, anfänglich aber nur mit je einer Rolle auf dem einzigen Tragseil, das unter dieser hohen Belastung schnell Verschleißerscheinungen zeigte. Die Gehänge erhielten deshalb je zwei Rollen, das Tragseil wurde erneuert und ein zweites Zugseil angebracht. Auch diese Laufwerke erwiesen sich als zu kurz. Die Zahlen der Rollen wurde deshalb auf zwei mal vier Rollen erhöht und das Tragseil nochmals erneuert. Dieses System blieb bis zur Erneuerung der Seilbahn im Jahre 2004 bestehen. Inzwischen wurde die Sperrholzverkleidung der Kabinen durch Aluminiumblech ersetzt. Da die rosa Farbe nicht erhältlich war, entschied sich Mr. Hammon für eine leuchtendes Gelb. Andere Teile wie der Antriebsmotor und das Dach des Kassenhauses wurden im Lauf der Zeit erneuert. Nach insgesamt 45 Dienstjahren genügte die Seilbahn allerdings nicht mehr den gestiegenen Anforderungen an die Sicherheit und die Leistung, so dass eine vollständige Erneuerung notwendig wurde.